# Algot Erikson
Per Algot Erikson, född 14 mars 1868 i Adolf Fredriks församling i Stockholm, död 8 augusti 1937 i Sankt Görans församling i Stockholm, var en svensk keramiker och porslinsmålare.
Erikson studerade vid Tekniska skolan i Stockholm 1882–1889 och 1894–1895, efter skolans slut for han på studieresor till Danmark, Tyskland och Frankrike. Han var anställd som tecknare och modellör vid Rörstrands porslinsfabrik 1886–1912. Vid Rörstrand införde han underglasyrmålningen med flytande färger i förening med relief i fältspatäkta porslin. Han arbetade även i pâte-sur-pâte teknik och är med keramiska föremål av denna teknik representerad vid Nationalmuseum Stedelijk Museum i Amsterdam och Bergens museum.
Algot Erikson var son till porslinsarbetaren Peter Gustav Eriksson och Maria Sofia Eriksson. Han var gift med Maria Eriksson (1867–1936) och hade barnen Ivar A. Erikson (1892–1971), fruktodlare, Anny Elvira Malmgren (1896–1976), Karin Maria Sofia Erikson (1899–1963), sekreterare, och Rolf Erikson (1906–1987).
Han är begravd i familjegrav på Skogskyrkogården i Stockholm.